# Chiesa del Sacro Cuore di Gesù (Belvedere)
La chiesa del Sacro Cuore di Gesù è la parrocchiale di Belvedere, frazione di Tezze sul Brenta, in provincia e diocesi di Vicenza; fa parte del vicariato di Bassano del Grappa-Rosà.

## Storia
Fino ai primi anni del Novecento, Belvedere non aveva una chiesa propria e la popolazione frequentava l'Oratorio di Villa Ca' Dolce (Cappella privata dei nobili Dolce), dedicato a santa Teresa d'Avila (a cui si aggiunse quasi subito san Giuseppe).
Nel 1898, grazie alla gratuita concessione del terreno da parte del sig. Rippa, ebbe inizio la costruzione della nuova Chiesa. Il 16 ottobre 1898 venne benedetta la prima pietra da Mons. Cariolato, Vicario generale di Vicenza. In sei anni di lavoro costante e sostenuto con sacrifici non lievi da una popolazione povera e da Don Luigi Furlani, la Chiesa veniva portata a termine. Di stile gotico, ad una sola navata, misurava metri 20 x 10 più il coro e l'abside. Il 15 ottobre 1904 la chiesa, sebbene incompleta (mancava ancora di soffitto), fu benedetta da Mons. Apollonio Maggio (ex arciprete di Rosà e più tardi vescovo di Ascoli Piceno) e venne aperta al culto pubblico.
Nel 1906 don Ernesto Valdesolo (successore di Furlani) fece costruire il presbiterio e provvide alla soffittazione e decorazione del coro e delle cappelle laterali; nel 1910 egli fece erigere l'Altare dell'Addolorata (ora di S. Antonio di Padova). Dello stesso periodo è anche l'Altare in legno dell'Immacolata, la cui bellissima immagine che tuttora si conserva fu dono di Mons. De Lucchi, Vescovo a Catanzaro, il quale veniva ogni anno a Belvedere a trascorrere un periodo di vacanza presso il fratello qui residente e proprietario di una tenuta di beni. L'Altare maggiore, in granito, fu offerto, anche con il contributo delle operaie, dalla famiglia Crotta-Malatesta, proprietaria di una filanda locale. Con Don Giovanni De Tomasi nel 1914 vennero costruiti il campanile e la sacrestia e, nel 1923 la Casa Canonica (che fu benedetta dal Vescovo di Vicenza Mons. Ferdinando Rodolfi l'11 luglio 1923).
Negli anni successivi, a causa del continuo aumento demografico, dovuto in gran parte allo sviluppo dall'industria serica (filande), la Chiesa ebbe bisogno di un ampliamento, così dal marzo 1943 alla fine del 1944 furono eseguiti i lavori secondo il progetto dell'ing. Ferruccio Chemello (allungamento della navata, costruzione di un transetto trasversale che aggiunse circa 120 metri quadrati di superficie e sistemazione del presbiterio). Nel gennaio 1945 si procedette alla sistemazione del soffitto del coro e della navata e, nel successivo mese di luglio, fece seguito la decorazione delle volte a crociera in colore azzurro cielo punteggiato di stelle dorate. La chiesa restaurata venne inaugurata dal Vescovo di Vicenza Mons. Carlo Zinato il 21 ottobre 1945. Nel 1946-1947 venne ultimato l'intonaco della facciata in marmorino e furono innalzate le guglie (in pietra di Costozza) e la croce di mezzo. Nel 1949, in occasione del 25° sacerdotale del parroco Don Sante Bicego, venne inaugurato il nuovo Altare maggiore, in marmo di Carrara, opera dei proff. Andreose e Stoppiglia di Bassano del Grappa, mentre nell'agosto e settembre del 1950 avvenne la posa del nuovo pavimento in marmo. Il 16 ottobre 1954 Mons. Carlo Zinato, vescovo di Vicenza, solennemente dedicò la Chiesa parrocchiale al Sacratissimo Cuore di Gesù. Nel 1956 (il 24 febbraio) venne inaugurato il nuovo organo a 14 registri reali, opera della Ditta Ruffatti di Padova (per l'occasione presenziò Mons. Ernesto Dalla Libera) e, nel 1958, furono benedette dal vescovo Zinato le nuove vetrate della Chiesa.
Con il secondo parroco Don Gastone Mantiero si procedette alla sistemazione del presbiterio secondo le nuove normative liturgiche del Concilio Vaticano II e furono realizzate molte opere di abbellimento della Chiesa (quali l'installazione degli artistici mosaici dell'abside e l'artistico portale bronzeo). Il 24 settembre 1989 Monsignor Pietro Giacomo Nonis, vescovo di Vicenza, dedicò al Sacro Cuore di Gesù il nuovo Altare, rivolto al popolo, riponendo sotto la mensa le reliquie dei santi vicentini San Felice martire e S. Maria Bertilla Boscardin vergine.

## Descrizione

### Mosaici
Le cinque lunette dell'abside sono decorate con degli artistici mosaici, realizzati con piccole tessere di marmo colorato.
Sono raffigurati i principali eventi della storia della salvezza (tre centrali) e i luoghi della vita di Gesù (ai lati).
Partendo da sinistra: 
- 1° quadro: Nazareth: si contempla la visione prospettica della città di Nazareth (in primo piano si vede l'architettura della Basilica dell'Annunciazione)
- 2° quadro: Natale: è illustrato l'episodio della Nascita di Gesù. La Sacra Famiglia è nella grotta di Betlemme; Maria, seduta, è chinata verso il Bambino Gesù, che tiene in braccio, mentre lo sposo san Giuseppe, in piedi, li custodisce. Un alone di luce proviene dal volto del Bambinello e avvolge i due personaggi e tutto l'ambiente.
- 3° quadro: Pasqua: è illustrato l'episodio della Risurrezione di Gesù. Cristo sta uscendo trionfalmente dal sepolcro; la pietra è ribaltata e le guardie, tramortite e abbagliate dalla luce sfolgorante del Risorto, cadono per terra. La gloriosa vittoria di Cristo sulla morte è simboleggiata dalla luce che esce dal sepolcro e dal verticalismo imponente della persona di Gesù.
- 4° quadro: Pentecoste: è illustrato l'episodio della discesa dello Spirito Santo. Maria e gli Apostoli (disposti attorno a lei) sono riuniti nel Cenacolo quando appare lo Spirito Santo sotto forma di lingue di fuoco che vanno a posarsi sopra ciascuno di essi.
- 5° quadro: Jerusalem: si contempla la visione prospettica della città di Gerusalemme.[4]

### Il portale bronzeo

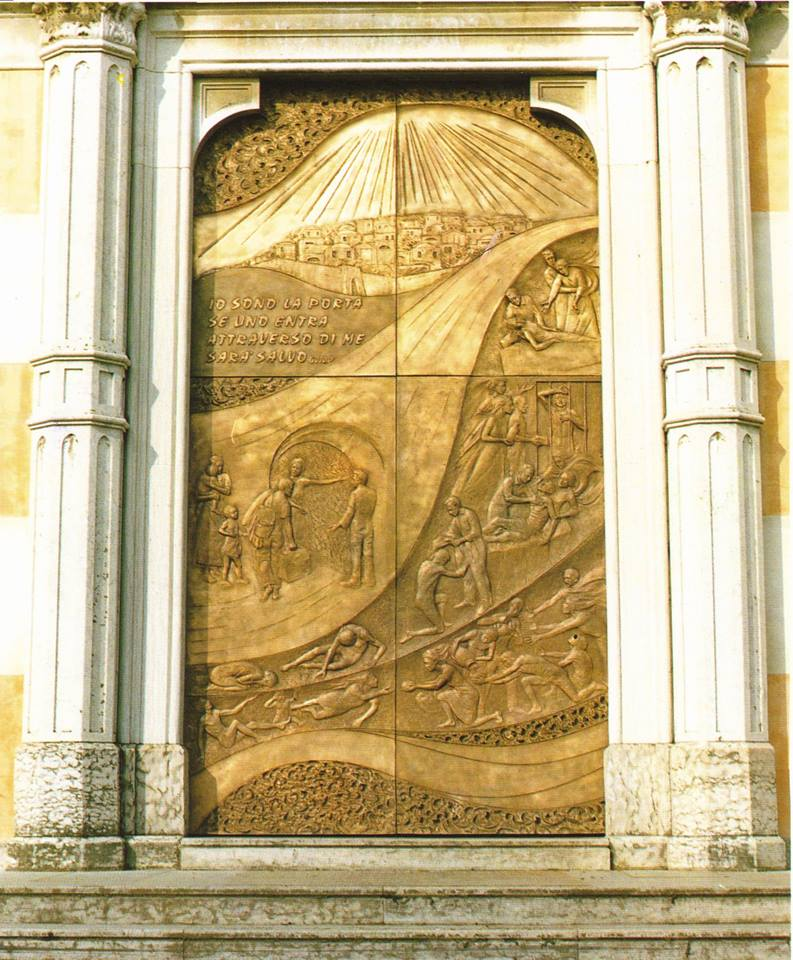
L'artistico portale bronzeo

Questa pregiata opera è dell'architetto suor Angelica Ballan.
Le porte (dalle dimensioni di 1,50 x 2,40 m le due in basso e 1,50 x 1,60 le due in alto) sono fuse in bronzo e tecnicamente istoriate a bassorilievo.

Sono rappresentate le sette opere di misericordia corporale:
- partendo dal basso: dare da mangiare agli affamati e dar da bere agli assetati;
- nella zona sovrastante: vestire gli ignudi;
- a sinistra: alloggiare i pellegrini;
- a destra, salendo verso l'alto, le altre tre: visitare gli infermi, visitare i carcerati e seppellire i morti.

Le opere di misericordia sono la via per entrare nella Gerusalemme celeste, raffigurata risplendente nella parte alta, in cui si legge anche la scritta: “Io sono la porta: se uno entra attraverso di me, sarà salvo” (Gv 10,9).

### Vetrate

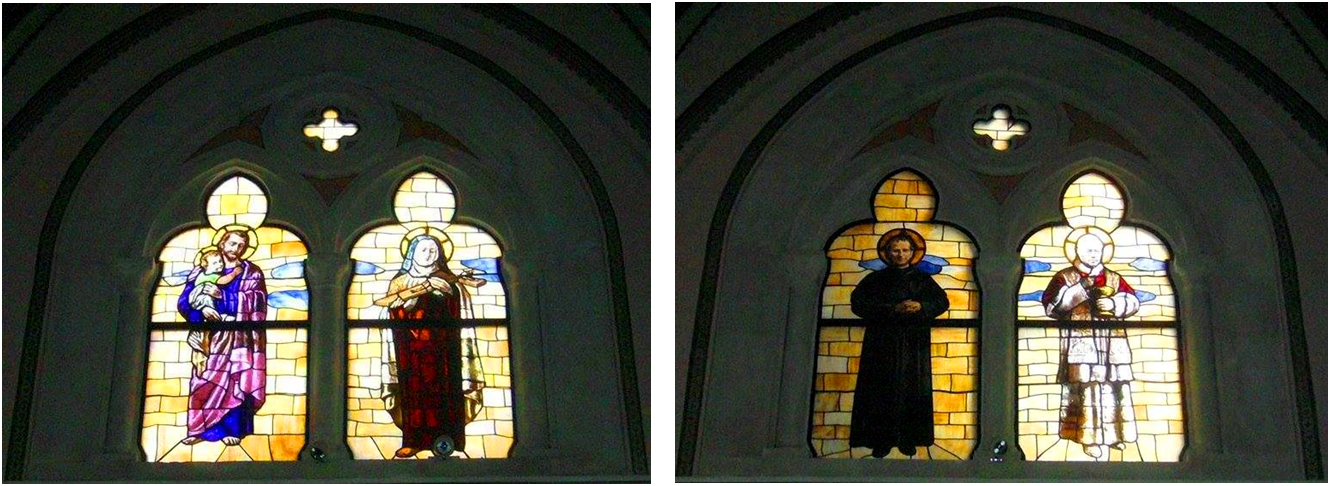
Vetrate del presbiterio

Nelle vetrate del presbiterio della Chiesa di Belvedere (che furono benedette dal vescovo di Vicenza Mons. Carlo Zinato il sabato 20 settembre 1958 - nella festa della B. Vergine Addolorata) sono raffigurati quattro santi legati alla parrocchia e al territorio:
- Lato nord: san Giuseppe (a sinistra) e santa Teresa d'Avila (a destra), i primi patroni del paese;
- Lato sud: San Giovanni Bosco (a sinistra), a cui è anche intitolato il patronato, e san Pio X (a destra), il papa veneto Giuseppe Sarto da Riese (TV).

## Campanile
Nell'angolo sud-occidentale della chiesa si eleva il campanile, una torre merlata alta una trentina di metri, che venne costruita nel 1914. Il paramento murario è in mattoni a vista; sul lato anteriore (orientale) si trova il quadrante quadrato dell'orologio. All'interno della cella campanaria si trovano le tre campane, in Mi maggiore, del peso complessivo di quintali 18,79 fuse dalla prestigiosa Fonderia Colbachini di Bassano del Grappa.

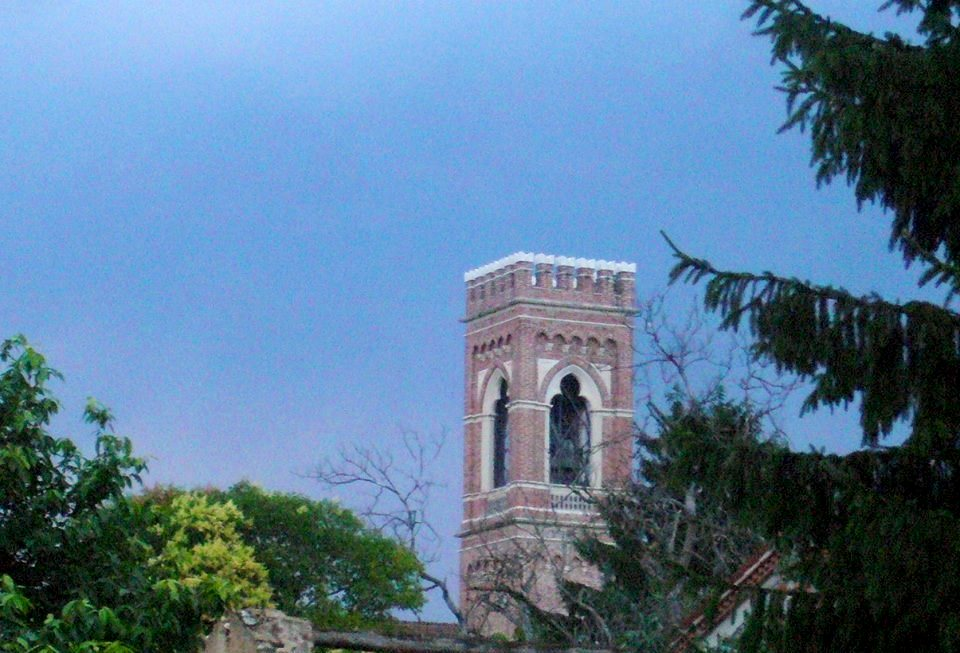
Il Campanile di Belvedere, visto da sud-ovest.

Le tre campane, fuse nell'anno 1914, arrivarono a Belvedere il 9 ottobre 1914. La domenica seguente, 11 ottobre (a quel tempo giorno dell'annuale sagra della Maternità di Maria) alle ore 15:00 vennero benedette e consacrate con un solenne rito pontificale da Sua Ecc. Mons. Ferdinando Rodolfi, vescovo di Vicenza. Il 18 dello stesso mese esse suonarono a distesa per la prima volta, in occasione della sagra di santa Teresa (3ª domenica di ottobre).
Le tre campane presenti nel campanile sono:
- La prima (quella maggiore, detta "campanon") pesa quintali 8,34 e porta il nome di Redentore, in onore di Cristo Redentore.
- La seconda (detta "mezzana"), del peso di quintali 6,05, porta il nome di Teresa, in onore di santa Teresa d'Avila, la prima santa patrona del paese (Ca' Dolce).
- La terza, di quintali 4,40, porta il nome di Giuseppe, in onore di san Giuseppe, sposo di Maria vergine e padre putativo di Gesù, che un tempo era il titolare della chiesa insieme con santa Teresa.[6]